# Сулиоти
Сулиоти (на гръцки: Σουλιώτες) са жителите на областта Сули в Епир, които по произход са православни албанци, но са с изразено гръцко съзнание.
Източници от края на XVIII век описват сулиотите като албанци-християни. Епирците-сулиоти слагат началото на гръцкото национал-освободително движение срещу Османската империя в началото на XIX век. Сулиотската носия (т.нар. фустанела) е утвърдена за национална гръцка носия.